# 本体工程

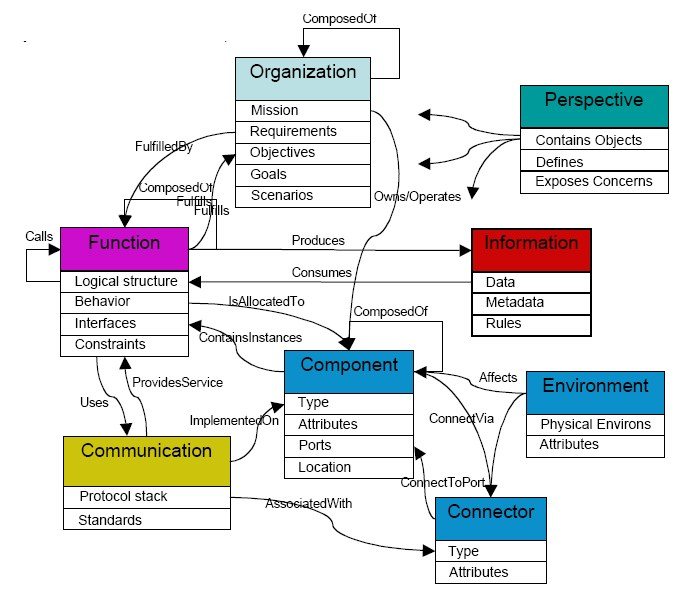
示例：基于名义视图集合所构建的一部MBED顶层本体

本体工程，又称为本体论工程、本体论设计或本体设计，是计算机科学与信息科学当中的一个新兴领域，旨在研究用于构建本体的方法和方法学。本体工程乃是一个新兴的研究和应用领域，关注的是本体开发过程、本体生命周期、用于构建本体的方法和方法学以及那些用于支持这些方面的工具套装和语言。

## 概述
本体提供的是某一领域的公共词表，并采用不同水平的形式化程度，对术语的含义以及术语之间的关系加以界定。在过去的十年时间里，人们对于各种本体的关注日益增强。如今，本体已广泛应用于知识工程、人工智能以及计算机科学领域；同时，本体还广泛应用于知识管理、自然语言处理、电子商务、智能信息集成、生物信息学和教育等方面以及语义网之类的新兴领域。本体工程旨在明确特定领域的那些隐含在软件应用程序以及企业机构和业务过程当中的知识。本体工程为解决各种语义障碍所造成的互操作性问题提供了一个前进的方向。其中，语义障碍指的也就是那些与业务术语和软件类的定义相关的障碍和问题。本体工程是一套与特定领域之本体开发工作相关的任务。

## 本体工程主题

### 本体
本体就是由若干概念及其在某种逻辑理论（如一阶谓词演算）支持下的定义所构成的一种分类法。有人已经为本体提出的定义就是，本体是一种对于某种概念体系（概念表达、概念化、概念化体系或者说概念化过程）的明确而又详细的说明。对于特定一个领域而言，本体表达的是其那套术语、实体、对象、类、属性及其之间的关系，提供的是形式化的定义和公理，用来约束对于这些术语的解释。本体允许使用一系列丰富的结构关系和非结构关系，如泛化、继承、聚合和实例化，并且可以为软件应用程序提供精确的领域模型。例如，本体可以为传统软件提供面向对象型系统的对象模式（object schema），以及类的定义。

### 语义多重性
在整个生产制造生命周期里面，过程规划、过程建模、排程调度、工作流程以及模拟之类的软件应用程序，都会利用过程信息来描述生产活动当中所涉及到的活动、资源需求、订单关系以及时间约束。尽管一个应用程序的输出数据和过程可能会参与构成另一应用程序的输入，但这些应用程序通常情况下彼此之间并不进行互操作。对于每个应用程序和厂商来说，若要想实现数据和过程的共享，就必须编写某种转换程序 。
然而，这些过程的定义并不明确清晰，其间必然会碰到因为同义词问题所造成的不兼容性以及语义多重性（Semantic plurality）所引起的不一致问题。当采用不同的名称或字符串来命名两个功能相同的对象或类的时候，就会出现同义词问题。对于机器之间的通讯来说，汽车（应用程序甲）＝机动车辆（应用程序乙），并非显而易见的问题。当同样的名称在两个应用程序之中具有两种不同含义的时候，就会发生语义多重性问题。例如，资源（应用程序甲）＝耗材类资源，而资源（应用程序乙）＝机械工具。从传统上来说，点对点转换程序一直就是为解决此类问题而设计的。但是，当需要参与互操作的应用程序有很多的时候，所需编写的转换程序的数量就会呈指数方式增长，从而实现互操作性的成本与代价也会出现同样方式的提高。

### 过程规范语言
过程规范语言（Process Specification Language，PSL）由美国国家标准与技术研究院（National Institute of Standards and Technology，NIST）制定。PSL在互操作性应用程序的开发方面采用的是一种不同的方法。PSL的这种方法就是要开发一部为那些与生产制造活动相关的概念提供明确定义的本体，并且建立种种用于支持应用程序之间定义转换的机制。PSL致力于创建一种用于建立过程规约的标准语言，用于明确而又详细地说明过程或过程流及其辅助参数，并且将其作为不同生产制造过程之间的一种公共交换语言。
PSL是一种稳健的交换技术，用于成就不同的生产制造应用程序之间的分布式协作。上述施莱诺夫等人的这篇论文阐述了，当PSL应用于生产制造过程的时候，PSL究竟是如何来解决那些与语义问题相关的问题。同时，作者在此文之中还针对如何对PSL加以改编，以便将其用于生产制造企业集成方面的基于智能体的系统（agent-based systems），提出了一些初步的想法。

### 语义建模
PSL之中对于概念的定义是采用知识交换格式（Knowledge Interchange Format，KIF）来表达的，并且采用形式逻辑来定义它们的语义。采用KIF的好处就是能够证明定义和公理的一致性和完整性。PSL本体具有可扩展性，且建立在一种由公理和扩展所构成的核心（即PSL核心本体）的基础之上。
PSL本体之中存在着三种基本实体（活动、对象和时间点）以及四种基本关系（参与“participates_in”、之前于“before”,、是……的开始“begin_of”和是……的结束“end_of”）。关于PSL核心本体和扩展的详细论述，可参见其他资料 。
当前，PSL之中收录有大约300个分散于31个模块之中的概念。现在，其中已经表达有过程建模、排程调度以及模拟方面的固有概念。为了对作为一种交换语言的PSL加以验证，目前已经成功实现了首个过程信息交换试点实施项目；该试点项目是在基于IDEF3的业务过程建模工具与一种C++调度程序之间进行的。

## 本体语言
本体一般都是采用本体语言来编制的。本体语言，又称为“本体论语言”，是一种用于编制本体的形式化语言。目前，存在着许许多多此类的本体语言，既包括专有的，也包括基于标准的：
- 普通逻辑（英语：Common logic）就是ISO标准24707；这是关于一种本体语言家族的技术规范，其中的本体语言彼此之间可以准确地相互转换[15]。
- Cyc项目有其自己的，基于一阶谓词演算，且具有某些高阶扩展的本体语言（即CycL（英语：CycL））[16]。
- Gellish（英语：Gellish）语言之中包括了关于自身扩展的规则，因而集成了一部本体和一种本体语言[17]。
- IDEF5（英语：IDEF5）是一种用于编制和维护准确的，具有可复用性的领域本体的软件工程方法[18]。
- 知识交换格式（KIF）是基于S-表达式的一种一阶逻辑语法[19]。
- 规则交换格式（Rule Interchange Format，RIF）与F-逻辑（英语：F-Logic）可将各种本体和规则结合起来[20]。
- OWL（Web Ontology Language）是一种用于编写本体声明（ontological statements）的语言。OWL的发展继承了RDF和RDFS以及一些早期的本体语言项目，包括本体推理层（英语：Ontology Inference Layer）（OIL）、DARPA智能体标记语言（英语：DARPA Agent Markup Language）（DAML）以及DAMLplusOIL（英语：DAMLplusOIL）。OWL旨在应用于万维网之上；而且，其构成要素（类、属性和个体）均被定义为RDF资源，并采用URI加以标识[21]。

## 本体工程工具
- DOGMA（英语：DOGMA）

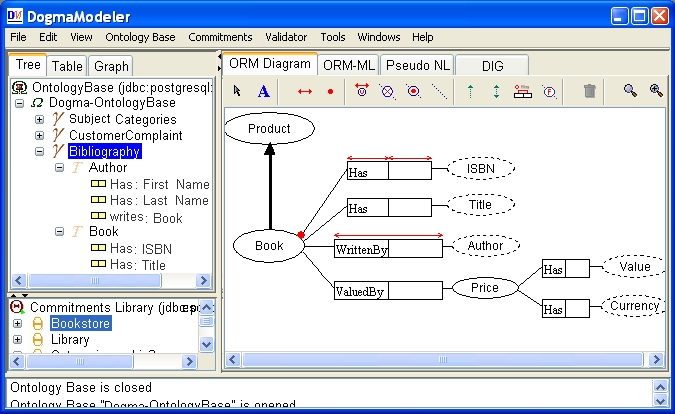
DogmaModeler建模程序的屏幕快照

- DogmaModeler（英语：DogmaModeler）
- KAON（英语：KAON）
- OntoClean（英语：OntoClean）
- OnToContent（英语：OnToContent）

### 引用
1. ↑  （英文） Peter Shames, Joseph Skipper. "Toward a Framework for Modeling Space Systems Architectures" 的存檔，存档日期2009-02-27.. NASA, JPL.
2. ↑  （英文） Asunción Gómez-Pérez, Mariano Fernández-López, Oscar Corcho (2004). Ontological Engineering: With Examples from the Areas of Knowledge Management, E-commerce and the Semantic Web. Springer, 2004.
3. ↑  （英文） A. De Nicola, M. Missikoff, R. Navigli (2009). "A Software Engineering Approach to Ontology Building" （页面存档备份，存于）. Information Systems, 34(2), Elsevier, 2009, pp. 258-275.
4. 1 2 3 4 5 6  （英文） Line Pouchard, Nenad Ivezic and Craig Schlenoff (2000) "Onotology Engineering for Distributed Collaboration in Manufacturing" （页面存档备份，存于） to appear in the Proceedings of the AIS2000 conference, March 2000.
5. ↑  （英文）Tom Gruber (1993). "A Translation Approach to Portable Ontology Specifications". In: Knowledge Acquisitions 5, (May): 199-220.
6. ↑  （英文）Gomez-Perez, A. 1998. "Knowledge Sharing and Re-Use". In: The Handbook of Applied Expert Systems. J. Liebowitz, (ed.) Boca Raton, 10:1-10:36.
7. ↑  （英文）Hunhs, M. N. and M. P. Singh (1997). "Ontologies for Agents". In: IEEE-Internet Computing 1, no. 6 (Nov.- Dec. 1997). pp. 81-83.
8. ↑  （英文）Fikes, R. and A. Farquahr. (1999). "Distributed Repositories of Highly Expressive Reusable Ontologies". In: IEEE Intelligent Systems and their Applications. 14, no.2 (March-Apr.). pp. 73-79.
9. ↑  （英文）NIST (1999). "Process Specification Language （页面存档备份，存于）". National Institute of Standards and Technology.
10. 1 2  （英文）Schlenoff, C.; M. Gruninger; and M. Ciocoiu (1999). "The Essence of the Process Specification Language". In: Transactions of the Society for Computer Simulation International. Special Issue on Modeling and Simulation of Manufacturing Systems.
11. ↑  （英文）Genesereth, M. and R.E. Fikes (1992). "Knowledge Interchange Format, Version 3.0. Reference Manual." Technical Report Logic-92-1. Computer Science Department, Stanford University, Stanford, CA.
12. ↑  （英文）Schlenoff, C.; R. Ivester; and A. Knutilla. (1998). "A Robust Process Ontology for Manufacturing Systems Integration". In: Proceedings of the 2nd International Conference on Engineering Design and Automation. (Maui, HI, Aug. 7-14).
13. ↑  （英文）Knutilla, A.; C. Schlenoff; S. Ray et al. (1997). "Process Specification Language: Analysis of Existing Representations". NISTIR 6133. National Institute of Standards and Technology, Gaithersburgh, MD, (Sept.)
14. ↑  （英文）Schlenoff, C.; M. Gruninger; M. Ciocoiu; and D. Libes. (1999). "Process Specification Language (PSL): Results of the first Pilot Implementation." In: Proceedings of IMECE: International Mechanical Engineering Congress and Exposition. (Nashville, TN, Nov. 14-19).
15. ↑  .   [2009-03-08]. （原始内容存档于2009年3月1日） （英语）.
16. ↑  .   [2009-03-08]. （原始内容存档于2009-03-14） （英语）.
17. ↑  .   [2009-03-08]. （原始内容存档于2007-03-11） （英语）.
18. ↑  （英文） Perakath C. Benjamin et al. (1994). IDEF5 Method Report （页面存档备份，存于）. Knowledge Based Systems, Inc.
19. ↑  .   [2009-03-08]. （原始内容存档于2009-02-27） （英语）.
20. ↑  .   [2009-03-08]. （原始内容存档于2008-10-12） （英语）.
21. ↑  .   [2009-03-08]. （原始内容存档于2009-03-13） （英语）.

## 延伸阅读
- （英文）John Davies (Ed.) (2006). Larger ImageSemantic Web Technologies: Trends and Research in Ontology-based Systems. Wiley. ISBN 978-0-470-02596-3
- （英文）Asunción Gómez-Pérez, Mariano Fernández-López, Oscar Corcho (2004). Ontological Engineering: With Examples from the Areas of Knowledge Management, E-commerce and the Semantic Web. Springer, 2004.
- （英文）Jarrar M. (2006). "Towards the notion of gloss, and the adoption of linguistic resources in formal ontology engineering" （页面存档备份，存于）. In: Proceedings of the WWW'06. 497-503. ACM.
- （英文）Mustafa Jarrar and Robert Meersman (2008). "Ontology Engineering -The DOGMA Approach" （页面存档备份，存于）. Book Chapter (Chapter 3). In Advances in Web Semantics I. Volume LNCS 4891, Springer.
- （英文）Riichiro Mizoguchi and Mitsuru Ikeda (1996). "Towards Ontology Engineering" （页面存档备份，存于）. Technical Report AI-TR-96-1, I.S.I.R., Osaka Univ.
- （英文）Pouchard, L., Schlenoff, C., Ivezic, N. (2000), "Ontology Engineering for Distributed Collaboration in Manufacturing," In: Proceedings of the AIS2000 Artificial Intelligence and Simulation Conference, Tucson, AZ, March 2000.
- （英文）Elena Paslaru Bontas Simperl and Christoph Tempich (2006). "Ontology Engineering: A Reality Check （页面存档备份，存于）"